# Daniella Evangelista
Daniella Evangelista (Vancouver, 20 settembre 1982) è un'attrice canadese.

## Biografia
Debutta nel mondo dello spettacolo lavorando come modella nelle campagne pubblicitarie per la Benetton e per il marchio italiano per teenager Bambini. Ha ottenuto la notorietà come coprotagonista con il ruolo di "Tracey Antonelli" nella Serie TV Edgemont dal 2001 al 2005. Nel 2001 fa parte del cast del film Ripper - Lettera dall'inferno, dove interpreta il ruolo di Mary-Anne Nordstrom. Nel 2003 è protagonista nel videoclip di Someday, canzone dei Nickelback. Nel 2006 è nel cast del film La vendetta ha i suoi segreti, dove interpreta il ruolo di "Sally". È apparsa in altre serie televisive come 4400 e The L Word con il ruolo di Rebecca, entrambe nel 2006. 

## Filmografia

### Cinema
- Ripper - Lettera dall'inferno (2001)
- The Mangler 2 (2002)

### Televisione
- Disturbing Behavior (1998)
- Edgemont - serie TV (2001-2005)
- 4400 -  serie TV, 2 episodi (2006)
- Stargate SG-1 - serie TV, 1 episodio (2006)
- La vendetta ha i suoi segreti (Engaged to Kill), regia di Matthew Hastings – film TV (2006)
- The L Word - serie TV (2006)
- Kill Switch (2008)

## Videoclip
- Someday dei Nickelback (2003)